# Libřice
Libřice (německy Libschitz) jsou obec v okrese Hradec Králové v Královéhradeckém kraji. Žije v nich 298 obyvatel.

## Historie
První písemná zmínka o obci pochází z roku 1356.

## Obyvatelstvo
| Rok            | 1869 | 1880 | 1890 | 1900 | 1910 | 1921 | 1930 | 1950 | 1961 | 1970 | 1980 | 1991 | 2001 | 2011 | 2021 |
| -------------- | ---- | ---- | ---- | ---- | ---- | ---- | ---- | ---- | ---- | ---- | ---- | ---- | ---- | ---- | ---- |
| Počet obyvatel | 494  | 533  | 515  | 496  | 476  | 453  | 417  | 315  | 258  | 251  | 277  | 266  | 263  | 280  | 300  |
| Počet domů     | 75   | 84   | 85   | 87   | 101  | 89   | 108  | 111  | 86   | 84   | 82   | 100  | 105  | 113  | 121  |

## Obecní správa
Mezi lety 1869–1980 Libřice byly obcí v okrese Dvůr Králové nad Labem (v letech 1869–1880 Dvůr Králové) (1869–1930), poté v od něj odděleném okrese Jaroměř (1950) a od roku 1960 v okrese Hradec Králové. Od 1. července 1980 do 23. listopadu 1990 patřily jako část obce k Černilovu a od 24. listopadu 1990 jsou opět samostatnou obcí.

### Obecní symboly
Znak a vlajka byly obci uděleny rozhodnutím předsedy Poslanecké sněmovny Parlamentu České republiky dne 25. listopadu 2003.

## Pamětihodnosti
- Kostel svatého Michaela archanděla
- Dřevěná zvonička
- Socha svatého Jana Nepomuckého
- Pomník obětem první a druhé světové války

## Galerie

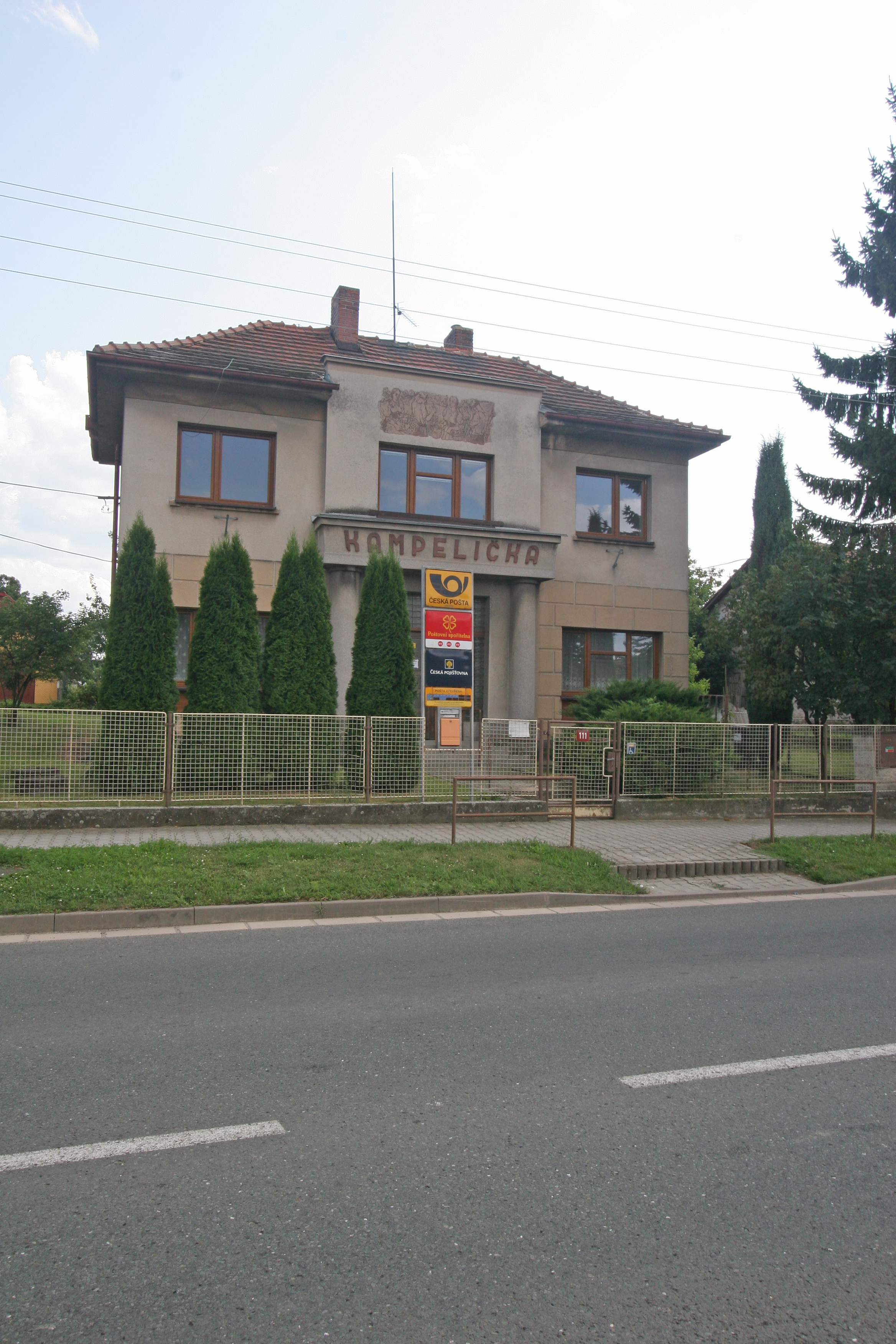
Pošta
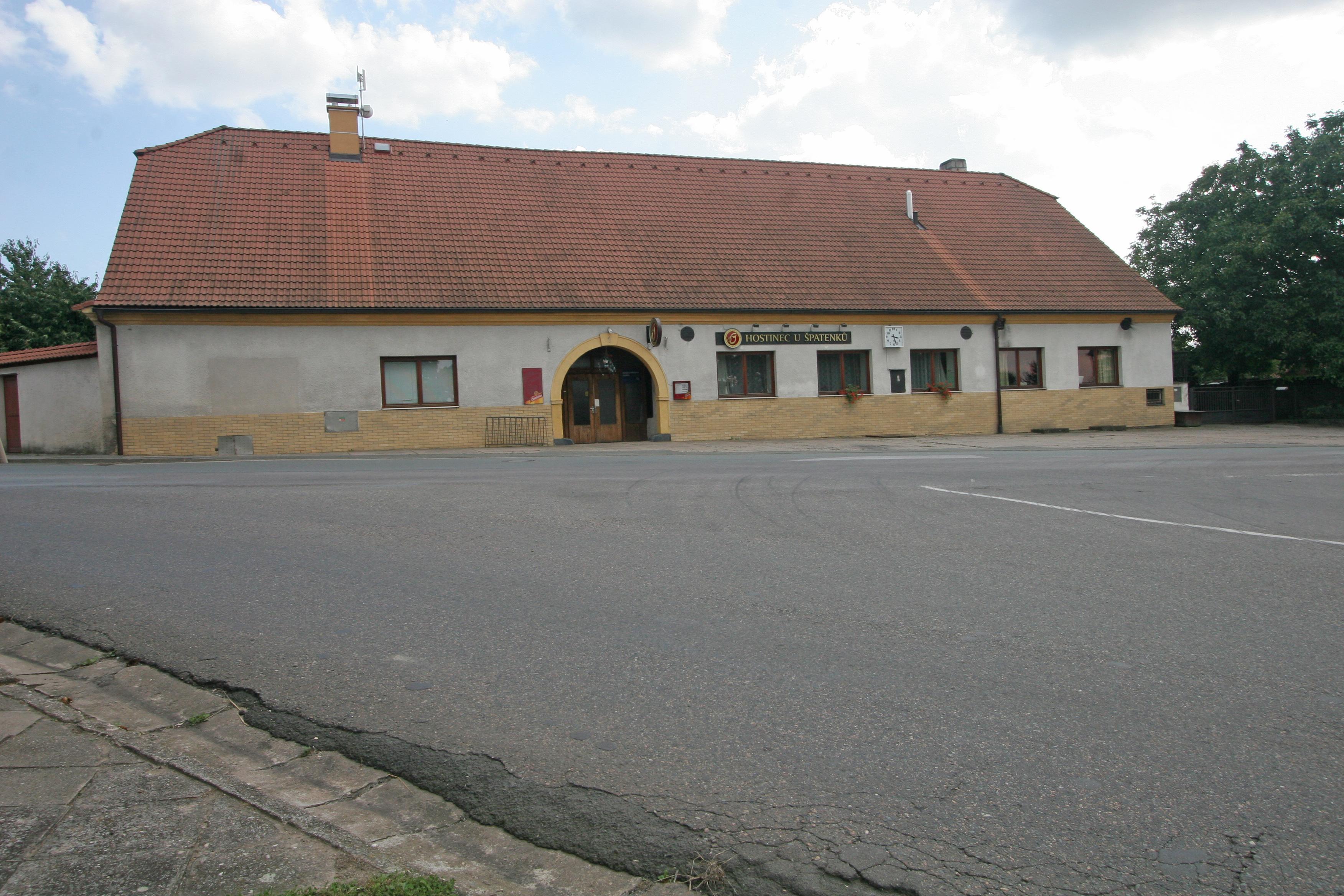
Hospoda
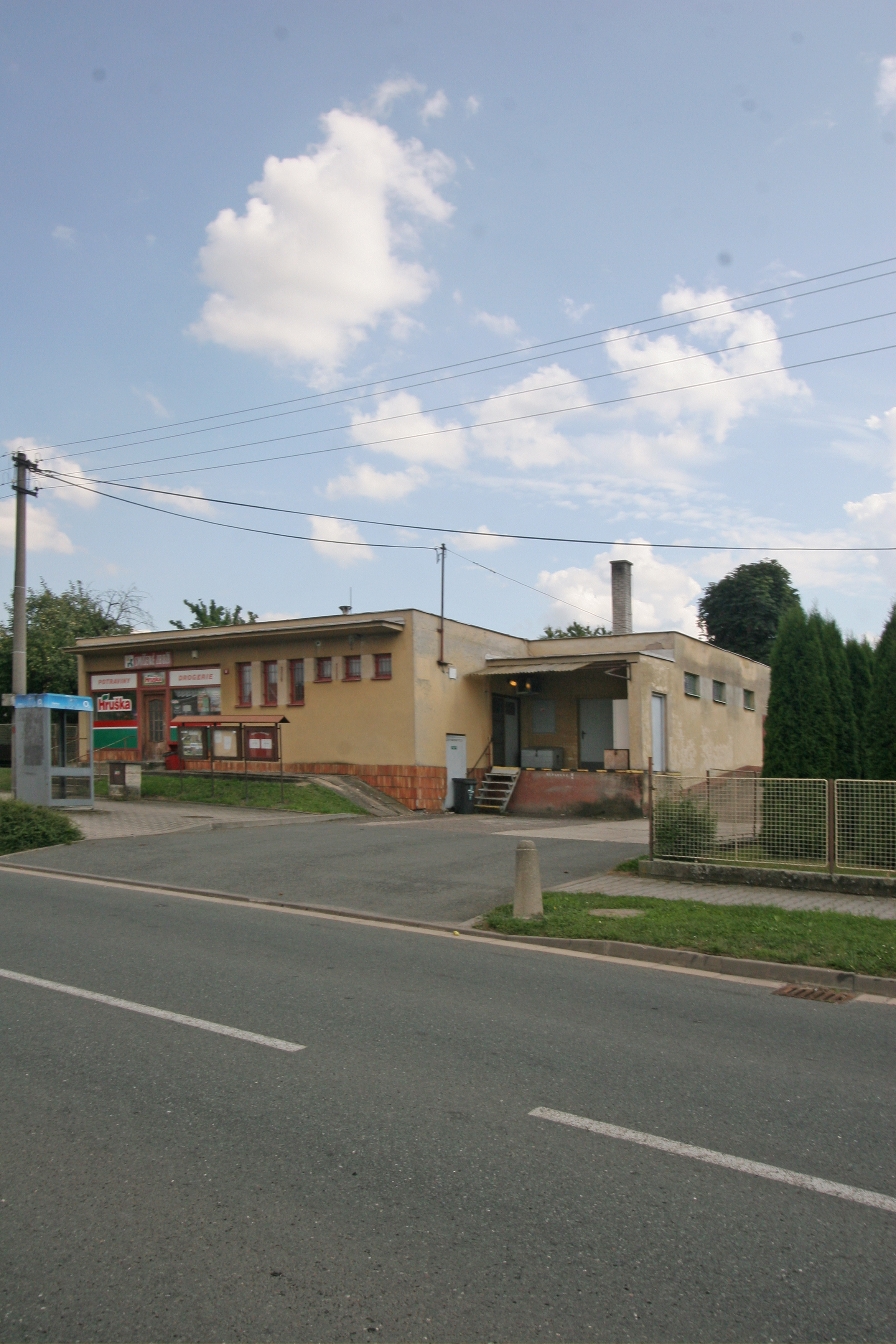
Obchod
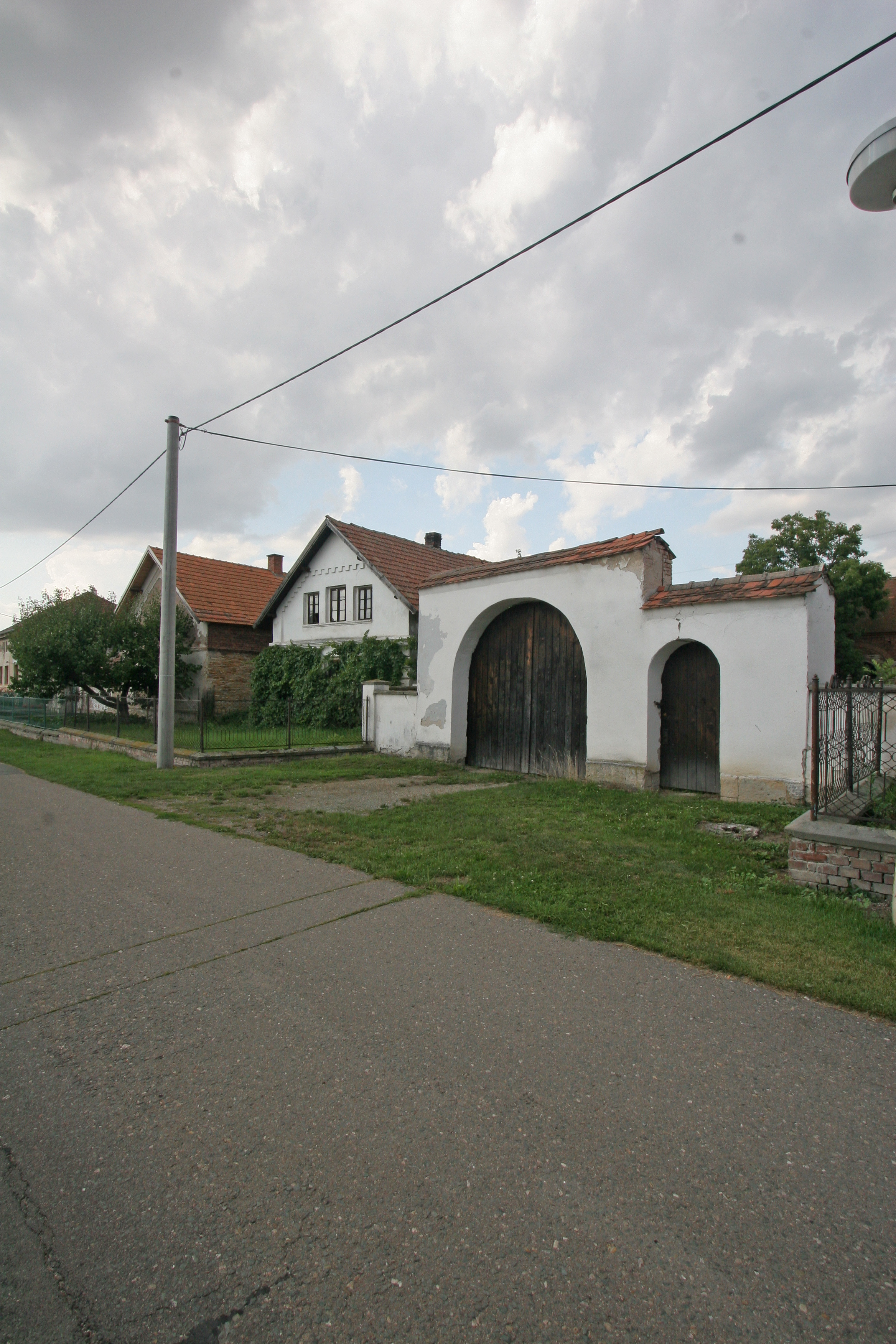
Stavení čp. 28
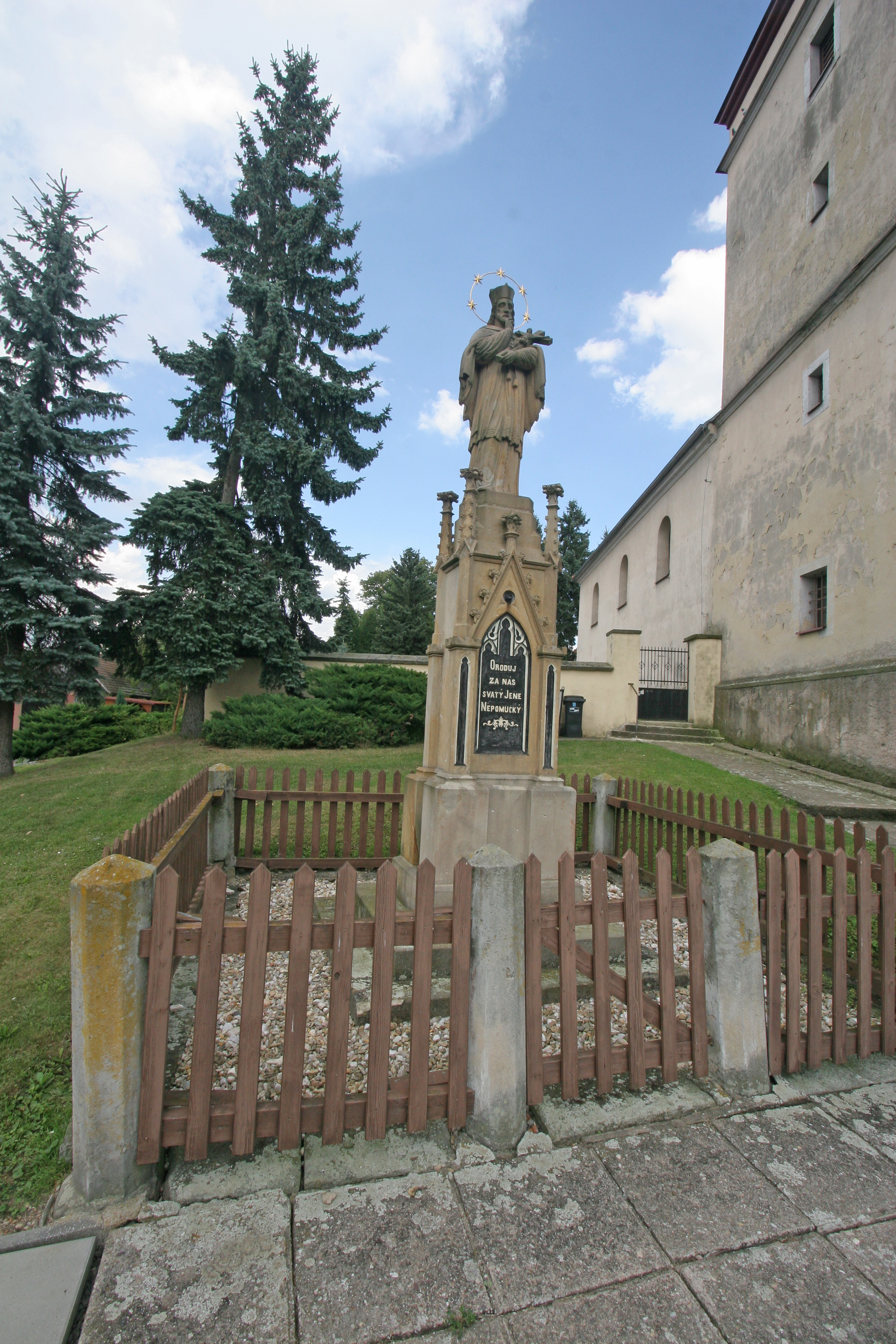
Svatý Jan Nepomucký
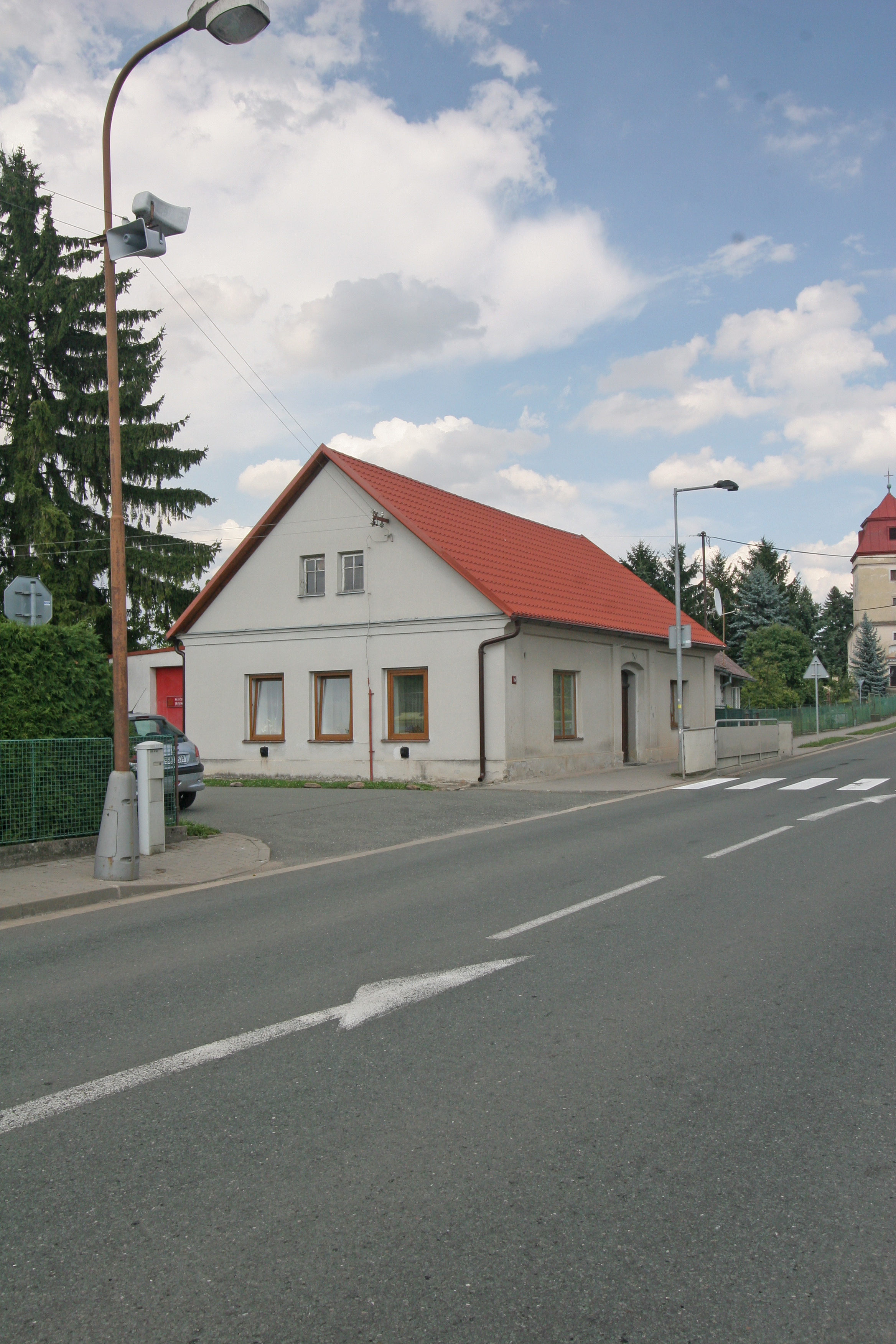
Stavení čp. 84